# Springfield, New York
Springfield är en kommun i Otsego County i delstaten New York, USA.